# Watanabe Mitsuki
Mitsuki Watanabe (sinh ngày 6 tháng 9 năm 1987) là một cầu thủ bóng đá người Nhật Bản.

## Sự nghiệp câu lạc bộ
Mitsuki Watanabe đã từng chơi cho YSCC Yokohama.